# Predican emoot the gruffuelige eeder
Predican emoot the gruffuelige eeder är en skrift från år 1531, författad av Olaus Petri, i vilken författaren klagar över alla som sweria tusende gonger om vår herres harda och bittra dödh. Knappt 30 år senare utfärdade Gustav Vasa en förordning som bland annat behandlade bruket av svordomar.